# Dobromir (Serbien)
Dobromir  (serb. Добромир) ist ein Ort in der serbischen Gemeinde Kruševac.
Der Ort hat 131 Einwohner (Zensus 2002).